# Barbora Laláková
Barbora Laláková (née le 2 mai 1981) est une athlète tchèque, spécialiste du saut en hauteur. Elle mesure 1,76 m pour 52 kg.

## Carrière
- Championne nationale en salle (2004 et 2006) et championne nationale 2006.
- Meilleur résultat à l'extérieur : 1,95 m (Cottbus, 20 juin 2007).
- Meilleur résultat en salle : 1,99 m à Banská Bystrica	14/02/2006

## Palmarès
| Date | Compétition                    | Lieu     | Résultat | Marque |
| ---- | ------------------------------ | -------- | -------- | ------ |
| 2002 | Championnats d'Europe en salle | Vienne   | qual.    | 1,84 m |
| 2002 | Championnats d'Europe          | Munich   | qual.    | 1,87 m |
| 2006 | Championnats du monde en salle | Moscou   | qual.    | 1,90 m |
| 2006 | Championnats d'Europe          | Göteborg | qual.    | 1,87 m |
| 2008 | Championnats du monde en salle | Valence  | qual.    | 1,81 m |